# SMS Breslau
SMS Breslau là một tàu tuần dương hạng nhẹ thuộc lớp Magdeburg của Hải quân Đế chế Đức, được hạ thủy vào ngày 16 tháng 5 năm 1911 và chính thức đi vào hoạt động vào năm 1912. Con tàu được chuyển giao cho đế quốc Ottoman vào ngày 16 tháng 8 năm 1911, một đồng minh trong liên minh trung tâm. Sau khi được chuyển giao, nó được đặt tên mới là Midilli theo tên một hòn đảo của đế quốc Ottoman thời bấy giờ.